# Pikunmapu

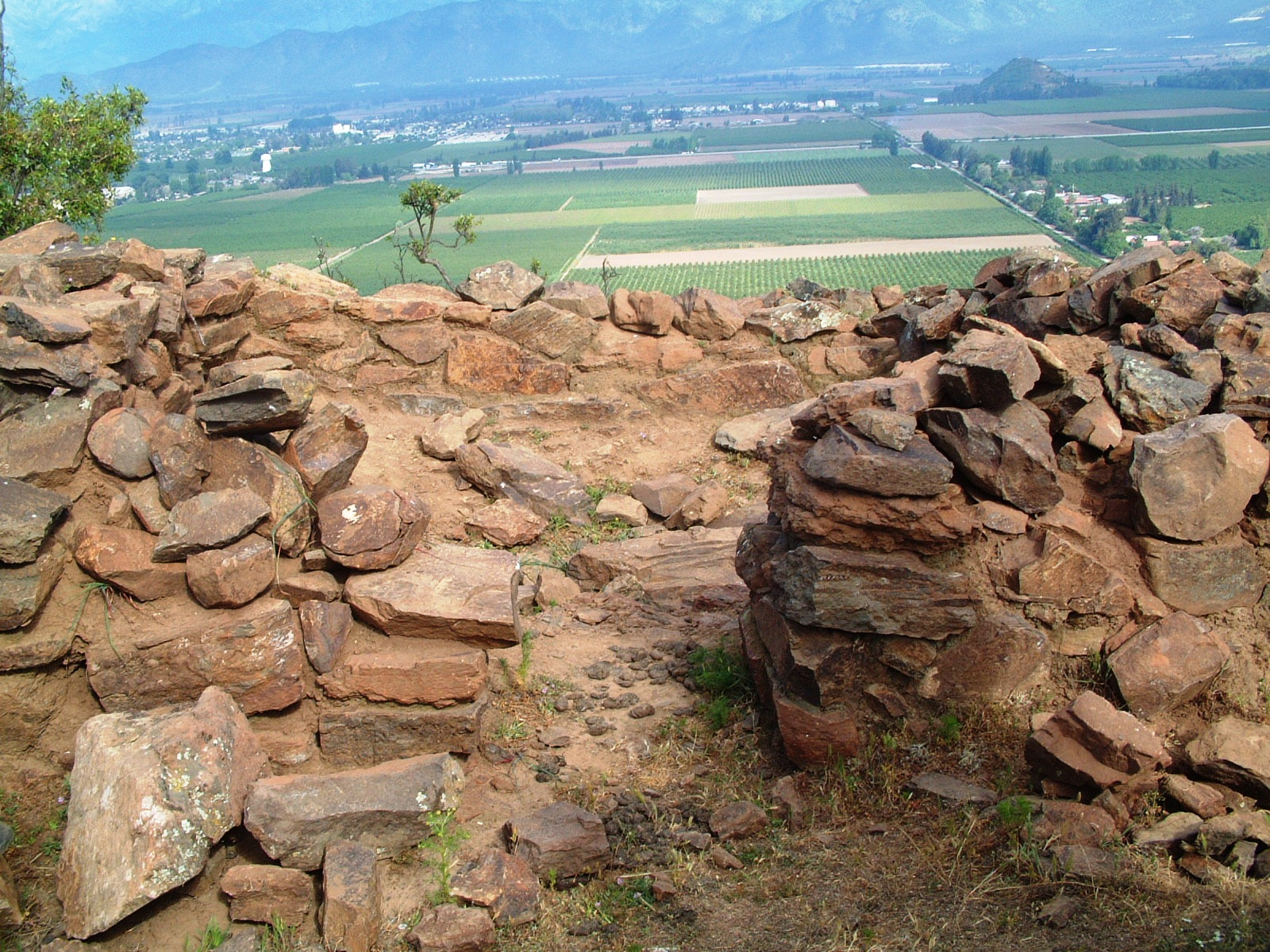
Vestigios del Pucará de La Compañía en el Pikunmapu.

Pikunmapu (mapudungún Pikun: Norte y Mapu: Tierra) es la denominación mapuche de las tierras que quedaban al norte de las que habitaban en el Meli Witran Mapu, que es el espacio mapuche como estructura horizontal. 
Fue un territorio habitado por los picunches que, a diferencia de los mapuches que habitaban al sur del Biobío, sufrieron la dominación de los imperios inca y español.

## Descripción
Al conjunto de relaciones espaciales y particularidades territoriales del mundo mapuche en el plano del Nag Mapu (mapudungún: Tierra de abajo), se le denomina Meli Witran Mapu.

## Estructura política
La estructura de organización territorial mapuche del Mapunche Wajontu Mapu se constituyó como Lof que corresponden a familias agrupadas en un territorio al mando de un Logko. Varios Lof forman el Ayjarewe, que agrupa a varias pequeñas parcialidades territoriales distribuidas en un territorio determinado y que se encuentran unidos por lazos de parentesco. Estas categorías son observables en el pikunmapu, ya que en los documentos coloniales, en espacial los relativos a las encomiendas, aparecen constantemente, “los caciques principales” y los “caciques sujetos”. Por lo general los caciques principales corresponden a los Ñizol Logkos y los caciques sujetos a los representantes de los Lof. La agrupación de varios Ayjarewes forma el Fütalmapu o Futalmupu, que es un territorio extenso vinculado entre sí por lazos de parentesco, alianzas sociales y culturales y económicas, y en especial militares.
Entre los muchos linajes mapuches que ocupaban la zona del Limari al Bio Bio, a los inicios del contacto mapuche–español en el siglo XVI, se pueden destacar los “Logko” (MichimaLogko, InviraLogko), los “hueno” (Antihueno); los “gualguen” ( Quirogualguen); los “pillan” (Guaunpillan, Melipillan ); los “milla” (Loncomilla); los “pangue” (Malopangue);los “llanga”(); los “manque” (Chinguaimanque); los “lande” y muchos otros
1. Quilacanta Príncipe inca encargado del Mitimae de Quillota
2. Tala Canta Ilabe, inca del Mitimae de Talagante

### Valle de Aconcagua, 1541
1. Michimalonco[6]
2. Trangolonco

### Santiago de Nueva Extremadura, 1541

#### Ñuñohue
Se le llamaba así a las tierras orientales de la actual Región Metropolitana de Santiago, y a su vez, dividida en diversos asentamientos tales como:

##### Butacura
1. Cacique Vitacura: Principal del valle de Santiago cuyo caserío estaba en el Cerro San Luis, exactamente en el lugar que ocupa actualmente el edificio de calle Luz 3040 apodado El Cacique en su honor.[cita requerida]
  1. Polobanda[8]
  2. Pujalonco[8]
  3. Perimalonco[8]
    1. Trinquimanquí
    2. Gualtilina

  4. Tongui
  5. Catalonde
  6. Longopil

##### Tobalahue
Asentamiento descubierto por españoles al explorar las tierras al oriente del cerro Huelén (Santa Lucía), habitado por un cacique del mismo nombre. El camino para acceder a tal asentamiento fue llamado por los españoles como "Camino de Tobalaba", actual Avenida Tobalaba, en Santiago.

##### Apoquindo
1. Picuncahue Su Ayjarewe era Apoquindo, y su lof estaba en el sitio ocupado actualmente por la clínica Las Condes en Santiago de Chile.[9]

#### Macul
1. Longomoro, Aillarrehue de Macul[5]
  1. Inviralongo Aillarrehue de Macul[10]
  2. Pilquintalongo[10]
  3. Antihueno[10]
  4. Landihueno[10]
2. Victolio, Lampa
3. Loncomilla, Maipo (del mapudungun: Loncomilla ‘oro del jefe’)
4. Elicosa Maipo

#### 1545
1. Quelengari Maipo. Cauquin ribera sur.
2. Huachinpilla Maipo, ribera del río

#### 1546
1. GuandalongoSantiago, entre el río Mapocho y el río Maipo

#### 1547
1. Hernando, Maipo ribera del río

#### 1549
1. PianeLogko, Lampa
2. Perquitalongo Santiago,
3. Antehueno Santiago,
4. Landagueno Santiago,
5. Catarongo
6. Painavillo y Lonquie

#### 1552
1. Quirogualguen Vitacura
2. Nimaogualguen Vitacura
3. Huara Huara, Santiago Oriente trasladado desde el Valle Huaicoche ( La Dehesa) en 1541.
4. Loncopillan, Lampa
5. Guahunpillan, Lampa

## Composición física
Los límites aproximados estaban dados por el sur, el río Itata, por el norte el río Choapa por el este la cordillera de los Andes (Puel Mapu: Tierra al este y por el oeste, la Cordillera de la Costa, (Lafken Mapu. mapudungún: Lafken: lago, Mar Mapu: tierra). Desde el río Choapa hasta el río Laja este grupo estuvo integrado en un momento de su historia al Imperio inca.
La distribución de la población mapuche en el pikunmapu, desde Limarí hasta Concepción, ocupaba espacios geográficos que comprendían principalmente valles intermontanos de las cuencas de los ríos Limarí, Choapa y Aconcagua. Rinconadas con aguas, bosques y suelos planos y bordes de esteros y ríos en la zona de la precordillera, en el valle central y en los valles y planicies de la cordillera de la costa y el litoral. Todos estos espacios asociados a las cuenca de los ríos Mapocho, Maipo, Cachapoal, Mataquito, Maule e Itata. Existían sectores con menos densidad de asentamiento entre las zona de los ríos Claro y Laja en la depresión central, debido a la presencia de una geografía vegetación de espinos y suelos volcánicos, que daban un aspecto seco y un medio ambiente más limitado en recursos naturales. En general, los asentamientos se verifican en las orillas de los ríos y en los valles costeros donde existía grandes bosques, abundancia de aguas, lagunas y pesca marina y lacustre. Los territorios menos fértiles eran ocupado como zonas de caza, pastoreo y recolección y asentamiento temporales.
En este lugar el pichi mawiza (mapudungún: bosque nativo) devino en colinas erosionadas, en valles abandonados y carentes de ko (mapudungún:agua). Territorio de minifundio encerrado entre grandes propiedades forestales, donde reina el desequilibrio y la fragmentación. El sur, Willi Mapu (del mapudungún: pehuen mapu ‘tierra de pehuén’), contraposición dual al Norte, representa el Willi kürüf (del mapudungún: kürüf ‘viento’) que ventila y trae el küme wenu (del mapudungún: küme wenu ‘buen tiempo’), en el sur se entiende están las tierras vírgenes, que no fueron tocadas por el español y que conservan aun los paisajes que en algún tiempo remoto caracterizaban la tierra del mapuche.

## Cosmología

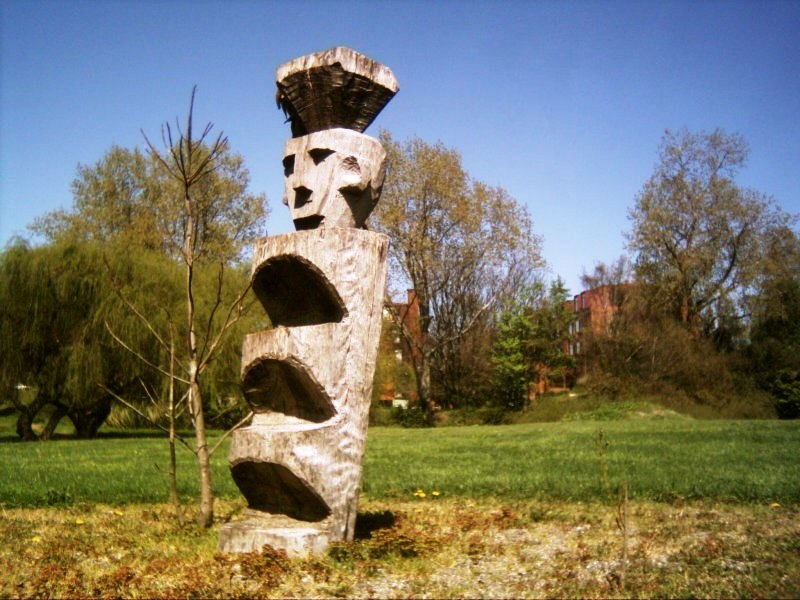
Un Rehue, destinado a las rogativas en el Pikun Mapu

La cosmología de la zona es compartida con el Futalwallmapu.

### El rewe del Pikun mapu
El rewe del Pikunmapu es labrado a modo de escalera que püram (del mapudungún: püram ‘sube’) al Pikun Mapu (oriente), semejante al rewe de la machi, porque son los territorios donde el newen (poder) del kalfu (del mapudungún: kalfu ‘azul’) es fuerte.

## Conquista inca
A la llegada del inca en 1470, se instala población quechua, diaguita y de otras zonas traída como mitimaes, trasladada para trabajos tributarios que se asentó en algunos sectores de los Ayjarewes mapuche de la cuenca de Santiago y el Aconcagua.

## Conquista española
Durante la época colonial el territorio entre Limarí y el norte del Bio-Bio (Pikun Mapu) cobra real importancia, ya que es allí donde comienza la usurpación territorial por parte de los hispanos, quienes se reparten extensas mercedes de tierras, las que dan origen a la gran propiedad latifundista de la zona central.

### Pueblos de indios
En 1614, la visita del licenciado español Hernando Machado de Chávez, contabilizó la existencia de 48 pueblos en el distrito de Santiago- Choapa a Cauquenes- y de los 2.345 indios de pueblo, solo 696 residían en ellos, el resto estaba arraigado en las estancias de los encomenderos o trabajando libremente. En esta misma zona, a mediados del siglo XVII se contabilizaban los pueblos de indios existentes. Fray Gaspar de Villarroel en informe al gobernador Marin de Mujica anotaba en las doctrinas de Choapa a Cauquenes, la existencia de los siguientes pueblos:
- Melipilla
- Talagante
- La Ligua
- Vichuquén
- Ñuñohue (municipio de Santiago)
- Macul (municipio de Santiago)
- Lampa
- Colina
- Huechurahue (municipio de Santiago)
- Apoquindo
- San Vicente de Tagua Tagua
- Pomaire
- Chalinga
- Huaicoche
- Choapa
- Quillota
- Mollaca
- Curimón
- Aconcagua
- Putaendo
- Apalta

Además de El Salto, Quilicura, Melipilla, Guachün, Llopeo, Pico, Tango, Aculeo, Chada, Maypo, El Principal, Malloa, Tagua Tagua, Copequén, Rapel, Colchagua, Pichidegua, Peumo, Nancagua, Teno y Rauco, Peteroa, Lora, Gualemo, Mataquito, Gonza, Ponihue, Huenchullami, Duao, Rauquén, Pocoa, Putagán, Cauquenes y Chanco. Posteriormente se incluye Longomilla donde existen numerosos asentamiento de indígenas.
En los primeros años de la república, el Estado chileno intenta eliminar los llamados “pueblos de Indios” que existían al norte del Biobío heredados del periodo colonial español y lo consiguió a mediados del siglo XIX.

## Relación con el estado de Chile
Ya en 1813, la Junta de Gobierno formada por Francisco Antonio Pérez, José Miguel Infante y Agustín Eyzaguirre, tratan de remozar los pueblos de indios, rescatando iniciativas llevadas por los españoles, en especial las de Pérez de Uriondo, cuyo principal móvil fue sacar a remate las tierras de los pueblos de indios. Estos nuevos pueblos de indios, promovidos por los patriotas, buscaban la reagrupación y reducción de todos los mapuches 

“...en dos, tres o más de los mismos pueblos designados por una comisión”. Promovía la formación de “villas formales” dentro de los mismos pueblos de indios y la construcción de una iglesia con su respectivo “...cura, sotacura o capellán, una casa consistorial, una carcel, una escuela de primera letras, escritura i doctrina cristiana, i serán delineadas con la regularidad, aseo y policía convenientes. Para cada familia de indios se formará una casa de quincha o rancho, con dos departamentos, a lo menos, i también su cocina i despensa, todo bien aseado
Junta de Gobierno de 1813

Se promovía el mestizaje y la asimilación, al procurar que en las nuevas villas residieran también españoles, pudiendo mezclarse libremente las familias en matrimonios y demás actos de la vida natural y civil: 

..“El objeto de esta medida era, ocioso parece decirlo, destruir por todos los modos la diferencia de castas en un pueblo de hermanos...” , y terminar con las comunidades mapuches asentadas en Chile central, pues el mismo proyecto en su articulo V señalaba que la construcción de estas nuevas villas se financiaría con el remate de todas las tierras de los pueblos de indios de Chile central o territorio del pikunmapu, nombrándose para estos efectos una comisión formada por Juan Egaña, Joaquín Echeverría y Gabriel de Tocornal.
Junta de Gobierno de 1813 